# Michael Ward (Mediziner)
Michael Phelps Ward (* 26. März 1925 in London; † 7. Oktober 2005 in Lurgashall, England) war ein britischer Chirurg und Bergsteiger. Er war ab 1957 mit Jane Ewbank verheiratet und hatte einen Sohn. 

## Biografie
Michael Ward schloss sein Studium der Medizin mit einem Doktortitel ab. Seine private Passion für das Extrembergsteigen konnte er mit der medizinischen Forschung verbinden. Er interessierte sich dabei insbesondere für den Einfluss der Höhe auf die Physiologie und Akklimatisation. Ein Fokus seiner Forschungen lag dabei auf der Höhenkrankheit, über die man zu dieser Zeit nur sehr wenig wusste.
1951 war Michael Ward zusammen mit Eric Shipton Mitglied einer Himalaya-Expedition in Nepal, um eine neue Route auf den Mount Everest auszukundschaften. Bei der Expedition 1953 mit der historischen Erstbesteigung des Mount Everest von Sir Edmund Hillary und Tenzing Norgay war Michael Ward dann als Expeditionsarzt beteiligt. Auch danach führten ihn weitere Forschungsexpeditionen in die Gebirgsregionen des Himalaya. Bei einer Expedition im Frühjahr des Jahres 1961 unter der Leitung von Edmund Hillary gelang Michael Ward zusammen mit Wally Romanes, Michael Gill (NZ) sowie Barry Bishop (USA) die Erstbesteigung der 6856 m hohen Ama Dablam. Da der Gipfelangriff jedoch ohne Erlaubnis der Behörden erfolgte, wurde anschließend bis 1979 keine Genehmigung zur erneuten Besteigung der Ama Dablam erteilt.
Von 1964 bis 1993 arbeitete Ward als Chirurg in London. Ab 1978 war er zudem als Dozent am Royal London Hospital Medical College tätig. Im selben Jahr wurde er auch zum Vorsitzenden der Mount Everest Foundation gewählt und übte dieses Amt bis 1980 aus. Am 7. Oktober 2005 starb Michael Ward in Lurgashall in der Grafschaft West Sussex.